# Arriba España (diari)
Arriba España va ser un diari espanyol editat a Pamplona durant la Dictadura franquista, dins de la premsa del Movimiento. El crit ¡Arriba España! era un lema patriòtic associat a la ideologia falangista.

## Història
Va ser publicat per primera vegada l'1 d'agost de 1936, a Pamplona, després de l'esclat de la Guerra Civil Espanyola. Va constituir l'òrgan de Falange Espanyola a Navarra, es va fundar després d'assaltar membres de Falange, durant els primers dies de la Guerra Civil, la seu del Partit Nacionalista Basc i requisar la rotativa que es trobava en aquest lloc, on el PNB editava el periòdic La Voz de Navarra. La direcció del nou diari va recaure en el clergue navarrès Fermín Izurdiaga, qui seria nomenat més tard Cap Nacional de Premsa i Propaganda, i el periodista i escriptor navarrés Ángel María Pascual.
Va ser pioner en com a diari difusor de la ideologia falangista a la zona revoltada després de l'inici de la guerra. En la seva línia editorial a més es van manifestar plantejaments antimarxistes, però també antisemites i anti-masòniques. En el seu primer exemplar quedava clar l'ideari del mateix:
| « | ¡Camarada! Tienes obligación de perseguir al judaísmo, a la masonería, al marxismo y al separatismo. Destruye y quema sus periódicos, sus libros, sus revistas, sus propagandas. ¡Camarada! ¡Por Dios y por la Patria!. | » |

Després de la Guerra Civil, el diari va continuar com a divulgador de les consignes del falangisme. A principis dels anys 1970 la situació espanyola havia canviat i els mals resultats econòmics del diari van dur a Emilio Romero, en aquell moment Delegat Nacional de Premsa del Movimiento, a donar l'ordre de tancament del mateix el 1975. Va desaparèixer definitivament l'1 de juliol del mateix any.